# Jacinto de León
Jacinto de León (Tala, 7 de abril de 1858 -  Montevideo, 16 de abril de 1934) fue un médico cirujano, botánico y neurólogo uruguayo.

## Biografía
Su padre fue uno de los primeros pobladores del pueblo de Tala, que se edificó sobre campos donados por él. Fue bautizado por Jacinto Vera, de quien sus padres tomaron su nombre para nombrar al niño. En su juventud fue pupilo en el Colegio de San José de Buenos Aires, con perspectiva de dedicarse al sacerdocio, aunque abandonó esa vocación posteriormente. Se trasladó a Montevideo para continuar sus estudios y comenzó a dar clases de botánica en el Liceo Universitario, el cual era dirigido por Monseñor Mariano Soler. 
Paralelamente a su labor docente, continuó su educación en la Facultad de Medicina, de reciente creación.
Fue profesor del primer curso de Neurología dictado allí, habiéndose perfeccionado en esa área en París y luego en Madrid con Santiago Ramón y Cajal
En esta época publicó la primera edición de su obra “Elementos de Botánica” dividida en varios tomos, en la cual incorporaba traducciones de célebres autores de medicina, como Payer, Sachs, Van Tieghem y Lanessan.
El 8 de enero de 1881 se casó con Emilia González y se trasladó a Nápoles, donde había sido nombrado cónsul honorario, con la finalidad de ampliar su formación en medicina. Allí asistió a clases brindadas por Cardarelli.
En la ciudad de Montevideo, en barrio Belvedere, es nombrada una calle en honor a su nombre por iniciativa del vecino Sr.Hilario Vega.